# Call of Duty: Ghosts
Call of Duty: Ghosts (с англ. — «Зов долга: Призраки») — компьютерный шутер. Десятая по счёту из серии игр Call of Duty, разработанная компанией Infinity Ward при содействии Raven Software и Neversoft, и издаваемая Activision для платформ PC, PS3, Xbox 360, PS4, Xbox One и Wii U. Игра вышла 5 ноября 2013 года.

## Сюжет
Войска Южной Америки под названием «Федерация» атакуют США. Они захватывают космический комплекс ракет под названием «ODIN», с помощью которого федерация атакует важные города: Лос-Анджелес, Сан-Диего, Сан-Франциско и т. д. Главный герой Логан Уокер вместе со своим старшим братом Хешем Уокером и их отцом Элиасом Уокером сидели в лесу, отец рассказывал им легенду о призраках, как вдруг земля резко содрогнулась, и произошло несколько толчков. Как оказалось потом, это был ракетный комплекс «ODIN». Пробежав несколько десятков метров в здание рядом с Хешем и Логаном врезается бензовоз, который взрывается. Отец приезжает на машине, и забирает сыновей. Через 10 лет сыновья становятся солдатами США, а потом солдатами в спецотряде «Призраки». Их цель — Рорк, бывший призрак, который охотится на Элиаса и их отряд. В конце игры сыновья Элиаса убивают Рорка, но тот выжил, и утащил Логана Уокера, со словами «Ты был бы отличным призраком, но этого не случится. Не будет никаких призраков. Мы уничтожим их вместе».

### Сеттинг
Название игры ассоциирует её с основными персонажами — элитным подразделением спецназа армии США, о появлении которой слагают легенды. Мир игры приближен к постапокалипсису, что является новинкой в серии. Согласно сюжету, Федерация — союз всех стран Южной и нескольких стран Центральной Америки захватывают космическую станцию «О. Д. И. Н.» и наносят ракетный удар по главным городам Америки. Именно тогда игрок знакомится с главными героями, Хэшем и Логаном — двумя братьями из Калифорнии, которые выросли в эти ужасные годы. Спустя 10 лет после падения Америки до уровня милитаризированной республики, братья встречаются с «Призраками» (Ghosts) и вливаются в их коллектив, дабы поддерживать порядок в новом мире. В сюжете кампании, по словам разработчиков, будет уделено внимание взаимоотношениям между персонажами.
На двух континентах идёт борьба между оставшимися сверхдержавами, составляющая основу новой мировой политики, так как Ближний Восток был стёрт с лица Земли ядерным ударом. Соединённым Штатам Америки противостоит Южно‑Американская Федерация — коалиция стран Южной Америки. Её вторжением в США руководит некий Рорк. Под его руководством армии Федерации дошли до границ Соединённых Штатов. Сама Америка находится в упадке, но её армия всё ещё продолжает сопротивляться вторжению Федерации. Главный пограничный гарнизон Америки сосредоточен в форте Санта-Моника. Южные границы Америки перекрыты сплошной Стеной, прочие же территории, вплоть до границ Федерации, непригодны для жизни и зовутся «Нейтральной зоной».

### Сюжет игры
Однажды семейство Уокеров отправилось на вылазку за город, где Элиас, отец главных героев, рассказывает сыновьям легенду о формировании «Призраков». Вернувшись домой, они видят, как взломанная система «О. Д. И. Н.» под контролем Федерации запускает ракеты по всем городам США. Хэш, Логан и их отец Элиас с трудом выбрались из зоны поражения спутника. Тем временем сотрудники космической станции смогли уничтожить пусковую установку, но погибли при падении в атмосферу Земли.
Далее действия разворачиваются через несколько лет после обстрела их дома, в 2027 году. Соединённые Штаты сражались с Федерацией у безвыходного положения вдоль фронта, который включал разрушенные города, также известные как «Нейтральная зона». Логан Уокер и его старший брат Дэвид, у которого было прозвище «Хэш» присоединились к солдатам армии США, служившим в группе «Викинг», которым командовал их отец Элиас. Однажды во время патруля они обнаружили американца, который работал с Федерацией, и которого звали Габриель Рорк. Вскоре после этого братья были заманены в засаду, но затем были спасены бойцами отряда «Призраки», которые искали своего бойца Алекса «Аякса» Джонсона; он был захвачен Рорком. Логан и «Хэш» объединились с «Призраками», чтобы помочь им спасти «Аякса», но они прибыли слишком поздно; «Аякс» был убит солдатом Федерации. После этого братья воссоединяются со своим отцом, который рассказал, что именно он является лидером отряда «Призраки». Элиас рассказал, что братья прошли все испытания и готовы присоединиться к «Призракам». После этого Элиас поприветствовал их в отряде «Призраки» и рассказал, что Габриель Рорк был когда-то лидером «Призраков». В 2015 году «Призраки» во главе с Габриелом Рорком проводили спец-операцию в Венесуэле по устранению президента Федерации — генерала Диего Эльмагро. Во время операции Элиас Уокер убил генерала Эльмагро, но сразу после этого их вертолёт потерпел крушение. Элиас успел зацепиться за трос, а Рорк оказался над пропастью. Элиас держал руку Рорка, но ради спасения всех остальных бойцов отряда, Элиасу пришлось отпустить руку Габриеля Рорка. Рорка искали много времени и его посчитали погибшим, но как оказалось его спасли солдаты Федерации, а затем завербовали его и теперь Рорк выслеживает «Призраков», чтобы уничтожить их.
«Призракам» удалось проникнуть в Венесуэлу и определить примерное местонахождение Габриела Рорка, а затем убить Виктора Рамоса — главного инженера и учёного Федерации, который взломал станцию ОДИН в 2017 году. Затем отряд захватил Рорка в одном из заводов, но, возвращаясь обратно в убежище, солдаты Рорка напали на самолёт «Призраков» и уничтожили его, перед этим они спасли Рорка. Отряд был вынужден приземлиться глубоко в джунгли Амазонки; после этого «Призраки» объединились и стали свидетелями запуска ракеты, которую Федерация запустила с неизвестной целью, после этого отряд успешно выбрался из джунглей. Затем «Призраки» штурмовали лабораторию Федерации в Аргентине, в Андах и получили данные относительно классифицированной разработке на фабрике в Рио-де-Жанейро. Чтобы обеспечить себе безопасный путь к фабрике, «Призраки» разрушили Нефтяную платформу Федерации «Атлас», расположенную в Антарктиде, чтобы переманить вражеский флот от их цели. Флот Федерации оставил один эсминец, чтобы охранять побережье Бразилии, но он был потоплен «Призраками». После этого «Призраки» пробрались на фабрику в Рио-де-Жанейро и обнаружили, что Федерация перепроектировала технологию ОДИН и разработала свою собственную орбитальную систему бомбардировки — ЛОКИ. После разрушения фабрики Элиас и его сыновья перегруппировались в убежище в Лас-Вегасе, но были захвачены Рорком и его бойцами. Оказалось, что местонахождение убежища «Призраков» выдал «Аякс» перед смертью. Рорк во время допроса ранил Логана, а затем убил Элиаса Уокера на глазах своих сыновей. После этого «Призраки» смогли освободиться и с трудом сбежать оттуда.
После смерти Элиаса Уокера отряд «Призраки» возглавил Томас Меррик. «Призраки» решили уничтожить ретранслятор, который расположен в Чили, чтобы взять под контроль космическую станцию ЛОКИ, пока Федерация с помощью неё не нанесла удар по США. «Призраки» плыли на корабле в сторону Чили, как вдруг на них напали войска Федерации. После продолжительной битвы Федерации удалось уничтожить их корабль, но «Призраки» успели улететь оттуда на вертолёте. Затем рота «Бэджер», 2-го танкового батальона нанесла удар по территории Федерации в Чили в пустыне Атакама, танки уничтожили оборонительные сооружения Федерации. Затем туда высадились и «Призраки». Они захватили центр управления и направили ракету на ретранслятор. Братья Уокеры успевают запрыгнуть в поезд, на котором находился Габриель Рорк. В это время территория Федерации в пустыне Атакама была уничтожена. Затем после уничтожения ретранслятора, войска армии США пробрались на космическую станцию ЛОКИ и взяли её под свой контроль. Затем они направили ракеты на все объекты Федерации, сильно ослабив её. В это же время братья Уокеры прорывались по поезду в поисках Рорка. Найдя его, Рорк приставил пистолет к голове Логана, заставив «Хэша» сложить оружие, после чего «Хэш» получил пулю в живот. Выстрелом со станции ЛОКИ рельсы впереди разрушаются и поезд падает в воду. Пока «Хэш» боролся с Рорком, Логан подобрал пистолет и выстрелил Рорку в грудь, пуля прошла навылет через него и «Хэша». От выстрела затрещало лобовое стекло и начала литься вода в кабину. Логан схватил «Хэша» и проплыв через вагон вытащил его на себе на берег. Вместе они наблюдали как остатки кораблей и войск Федерации были уничтожены ракетами из космоса.
Но неожиданно на Логана справа напал Габриель Рорк, который выжил после выстрела. Рорк сломал Логану руку, сказал ему что он хорош и мог бы стать одним из «Призраков», но пообещал, что уничтожит «Призраков» вместе с Логаном. «Хэш» успевает выхватить пистолет, но Рорк выбивает его из рук. Затем Рорк схватил Логана за ногу и потащил за собой, а раненый «Хэш» ничем помочь не смог. После этого Логан приходит в себя в яме в джунглях, подобно той, в которой держали Рорка перед тем как сломать его.

## Разработка игры
Объявление о том, что следующая (десятая) игра серии Call of Duty будет выпущена в 2013 году, было сделано в начале февраля 2013 года в ходе оглашения финансовых результатов Activision. Первая достоверная информация о существовании игры появилась 29 апреля 2013 года, когда на официальном сайте серии игр Call of Duty была опубликована страница с изображением черепа, являвшимся атрибутом одного из главных героев серии Modern Warfare (слухи о продолжении выпуска игр во вселенной Modern Warfare ходили в сети с осени 2012 года) лейтенанта Саймона «Гоуст» Райли (англ. Simon "Ghost" Riley), и сопровождающей надписью «Призраки существуют» (англ. Ghosts Are Real). Публикация страницы сопровождалась анонсом от менеджера по связям с общественностью Activision Дэна Амрич (англ. Dan Amrich), ещё в марте 2013 года предупреждавшего о том, что бета-версия игры не будет доступна общественности, но подтвердившего её разработку, и серией твитов в официальных twitter-журналах студии Infinity Ward и серии Call of Duty.
До официального анонса игры информация о её разработке уже была в сети: в файлах патча к игре Call of Duty: Black Ops II были обнаружены текстуры камуфляжа для оружия в игре с узнаваемым изображением черепа, появлялась информация о возможности размещения предзаказа на игру (доступна версия для консоли Wii U) в розничных (GameStop, Tesco, Target) и онлайн магазинах, сопровождаемая изображением обложки и датой выхода с рекламного плаката — 5 ноября 2013 года. Ожидалось, что официальный анонс игры, которая использует старый графический движок и поддерживает консоли следующего поколения (PlayStation 4 и Xbox One), будет проведён в первую неделю мая 2013 года. Ходили даже слухи, что следующую игру серии Call of Duty, которая будет выпущена в 2013 году, разрабатывает студия Neversoft (разрабатывавшая игры серий Tony Hawk и Guitar Hero), также принадлежащая Activision и официально ищущая сотрудников для работы над игрой-шутером от первого лица (требования указаны в описаниях к вакансиям) во вселенной Call of Duty. Студия Sledgehammer Games также официально подтвердила, что не участвует в проекте, как это было с Call of Duty: Modern Warfare 3, однако подтвердилось, что студия работает над другой игрой во вселенной Call of Duty.
1 мая 2013 года запущена официальная страница игры Call of Duty: Ghosts на Facebook. В этот же день на официальном YouTube-канале серии игр Call of Duty выложен первый трейлер игры Call of Duty: Ghosts, в нём официально подтверждается дата поступления игры в продажу — 5 ноября 2013 года, и называется дата премьерной демонстрации игры, которая будет проведена в ходе презентации новой консоли семейства Xbox от Microsoft, 21 мая 2013 года. Открывается страница приёма предзаказов на новую игру, среди заявленных поддерживаемых платформ: PlayStation 3, Xbox 360 и PC (версия для Steam появляется в предзаказе в конце мая 2013 года).
В этот же день запускается страница игры Call of Duty: Ghosts на сайте www.callofduty.com, публикуется официальный пресс-релиз Activision, в котором подтверждается поддержка игрой консолей следующего поколения.
За день до премьерной демонстрации игры в ходе презентации новой консоли от Microsoft на официальном Vine-канале серии игр выложен видеоролик с фрагментами работы игры в отладочном режиме, а австралийский канал Xbox выложил запись реакции игроков, которым до официальной премьеры игры показали игровой процесс Call of Duty: Ghosts.
В ходе презентации консоли Xbox One впервые была показана и игра Call of Duty: Ghosts. Объявлена эксклюзивность дополнений для пользователей консолей Microsoft и занятость Стивена Гейгана в написании сценария для одиночной кампании игры. Были продемонстрированы видеоролики, выполненные на движке игры, модели персонажей в сравнении с моделями из игры Call of Duty: Modern Warfare 3, объявлены некоторые нововведения: разрушаемое окружение на картах для многопользовательской игры, появление в игре собаки в качестве полноценного партнёра. В тот же день Infinity Ward объявляет, что разработка ведётся студией при поддержке Raven Software и Neversoft и подтверждает поддержку игрой PlayStation 4.
Официально подтверждено, что игра работает на обновлённом движке, который уже поддерживает консоли следующего поколения (на PS4 в режиме 1080p, на XBox One — 720p). В него, например, добавлена технология увеличения в реальном времени числа полигонов в моделях в зависимости от того, как близко от них находится игрок. Наращивание количества полигонов положительно отразится на моделях игроков, снаряжении и окружающем мире, что в итоге повысит реализм игрового процесса. Разработать совершенно новый движок за два года, которые у студии Infinity Ward были в перерыве между выходами своих игр, невозможно, поэтому было решено дорабатывать существующий, переводя его качество на другой, более высокий уровень. Infinity Ward отметила, что результат доработок будет заметен не только на консолях следующего поколения, но и на приставках текущего. Новые же приставки позволили значительно улучшить AI врагов в кампании игры.
Перед началом выставки E3 2013 Activision провела получасовую презентацию Call of Duty: Ghosts для избранных игроков. В ходе презентации были показаны части нескольких миссий из одиночной кампании, включая ту, в которой участвует собака (кличка собаки Райли (англ. Riley), в качестве дани Гоусту (англ. Simon "Ghost" Riley), которой можно отдавать приказания и лаять, если игрок играет от лица собаки. Для одиночной кампании Infinity Ward создаёт более большие уровни, в которых игрок даже может заблудиться.
Рассказывая о процессе создания игры представитель Infinity Ward поделился описанием того, как студия решила создавать Call of Duty: Ghosts. Интересно, что у Infinity Ward была возможность заняться другим проектом, но страсть и желание создавать игры серии Call of Duty были сильнее, поэтому было решено продолжать работать для этой серии. Разговоры о новой игре начались сразу же после того, как Call of Duty: Modern Warfare 3 появилась в продаже. Обсуждения среди команды проходили на протяжении многих недель, обсуждалась не игра серии Call of Duty, а игровые моменты, которые хотелось бы реализовать в следующем проекте. Студия достаточно быстро и легко определилась, что следующая её игра будет Call of Duty, но не Modern Warfare 4, а что-то с новыми героями, событиями, историей, но в той же вселенной, в которой развивались события серии Modern Warfare. Тот список нововведений, которые хотелось реализовать в новой игре, был настолько велик и разнообразен, что очень быстро стало понятно — это не Modern Warfare 4, а что-то другое. В конце октября 2013 года студия подтверждает, что не имеет планов по созданию Call of Duty: Modern Warfare 4.
В середине июня 2013 года официально подтверждено, что игра Call of Duty: Ghosts будет доступна и в версии для консоли Wii U, а затем также официально заявлено, что о судьбе игры для Wii U ничего не известно. Окончательно существование версии игры для Wii U подтверждено 25 июля 2013 года, также объявлена дата выхода — 5 ноября 2013 года.
В начале июля 2013 года подтверждено, что в игре присутствует компонент кооперативной игры. Информация подтверждается в начале октября 2013 года, когда в сеть утекают данные о достижениях игры Call of Duty: Ghosts, среди которых присутствует отсылка на достижения, которые можно получить только играя в коллективе. Из этой же информации можно сделать предположение, что в игре будет новый режим, являющийся альтернативой режиму борьбы с зомби, разработанному студией Treyarch (предположительно новый режим будет представлять собой борьбу с инопланетными существами). Официальная презентация режима состоялась 28 октября 2013 года. Режим представляет собой игру на выживание, группа состоит из 4 человек и защищается от волн инопланетян.
20 июня 2013 года игра демонстрируется в шоу Saturday Night Live с Джимми Фэллоном.
В начале октября 2013 года появляется неофициальная информация о системных требованиях игры Call of Duty: Ghosts в версии для PC. Интересным замечанием было то, что установка требует 50Гб свободного места на жёстком диске, что немало даже для 2013 года. Во второй половине октября 2013 года опубликованы официальные минимальные системные требования, в которых необходимое свободное место на диске для установки указывается 40Гб. Игра работает только на 64-битных операционных системах.
На консолях же нового поколения Call of Duty: Ghosts работает в режиме 1080p на PS4, и в растянутом 720p на Xbox One. Подобное ограничение для версии игры под приставку от Microsoft связано с тем, что при повышении разрешения студия не могла добиться нужного показателя fps, который был установлен как обязательный, — 60 fps. Руководитель студии отдельно подчеркнул, что дело не в технологиях и движке игры, а именно в «железе». Позже представитель Activision заявляет, что следующая игра серии Call of Duty, разрабатываемая студией Sledgehammer Games, будет действительно первой игрой серии для консолей нового поколения и появится именно сначала в версиях для них, а позже для PS3 и Xbox 360.
11 ноября 2013 года выпущено мобильное приложение для игры Call of Duty: Ghosts для платформ iOS и Android, позволяющее отслеживать прогресс развития клана, менять настройки классов с мобильных устройств и использовать его в качестве второго игрового экрана.

## Многопользовательская игра
Многопользовательский режим Call of Duty: Ghosts был представлен в рамках презентации в Лос-Анджелесе в августе 2013 года. Обновлённая система персонажа предоставляет игрокам более 20 тысяч комбинаций настройки внешнего вида. Присутствует внутриигровая валюта, которая уходит на покупку вспомогательного оборудования и оружия.
Прокачка персонажа осуществляется через перки, разные перки дают преимущество в разных режимах. Они делятся на следующие группы: Speed (отвечают за скорость передвижения), Handling (позволяют лучше управляться с оружием), Stealth (позволяют скрытно перемещаться по полю боя), Awareness (повышают бдительность игрока), Resistance (повышают сопротивляемость урону и скорость регенерации), Equipment (позволяют переносить больше оружия и боеприпасов), Elite (новые для серии перки).

## Режим «Вымирания» (Extinction)
6 октября 2013 года стало известно, что в Call of Duty: Ghosts появится аналог режима зомби из Black Ops, в котором нужно будет обороняться от инопланетян, выполняя сюжетные задания. При этом будет и стандартный режим «Выживание», в котором нужно будет отражать превосходящие волны противников. Это подтвердил утёкший в сеть список скрытых достижений, на одном из которых есть эмблема в виде черепа инопланетянина.
Режим стандартного выживания получил название «Safeguard». Игроков будет также от 1 до 4, и благодаря командной работе они смогут получить концовку. Пока не известно, будет она одна или их будет несколько, в зависимости от решения игроков. Согласно источникам, патронов будет мало, а противников — крайне много. 27 октября 2013 года опубликовано фото загрузочного экрана карты «Extinction»: изображён некий инопланетянин, выступающий одним из противником в режиме. 28 октября 2013 года опубликован трейлер карты.

## Дополнения к игре
В рамках заключённого Microsoft и Activision соглашения, дополнения для игры будут доступны пользователям консолей от Microsoft раньше, чем игрокам на других платформах.
Первым официальным дополнением к Call of Duty: Ghosts становится карта Free Fall, доступ к которой будет предоставлен бесплатно для всех тех, кто разместил предзаказ на игру. Эта же карта стала первой картой игр серии Call of Duty, в которой представлено динамически меняющееся окружение.
| Название    | Карты сетевой игры                     | Вымирание            | Оружие       | Дата                                                        |
| ----------- | -------------------------------------- | -------------------- | ------------ | ----------------------------------------------------------- |
| Onslaught   | Fog, Bayview, Ignition, Containment.   | Episode 1: Nightfall | Maverick A-2 | 28.01.14 (Xbox Live), 27.02.14 (Playstation Network, Steam) |
| Devastation | Ruins, Behemoth, Collision, Unearthed. | Episode 2: Mayday    | Ripper       | 03.04.14 (Xbox Live), 03.05.14 (Playstation Network, Steam) |

## Рецензии и награды
| Сводный рейтинг       | Сводный рейтинг                                                               |
| Агрегатор             | Оценка                                                                        |
| --------------------- | ----------------------------------------------------------------------------- |
| GameRankings          | PS3: 80,73 % PS4: 78,31 % XONE: 77,40 % X360: 76,64 % Wii U: 70,83 % PC: 62 % |
| Metacritic            | PS4: 78/100 XONE: 78/100 X360: 73/100 PS3: 71/100 Wii U: 69/100 PC: 68/100    |
| Иноязычные издания    |                                                                               |
| Издание               | Оценка                                                                        |
| CVG                   | 7/10                                                                          |
| Destructoid           | 5/10                                                                          |
| Edge                  | 7/10                                                                          |
| EGM                   | 7,5/10                                                                        |
| Eurogamer             | 7/10                                                                          |
| Game Informer         | 8/10                                                                          |
| GameSpot              | 8/10                                                                          |
| GameSpy               | [ 89 ]                                                                        |
| GamesRadar+           | [ 90 ]                                                                        |
| GameTrailers          | 7,0/10                                                                        |
| GameZone              | 7,5/10                                                                        |
| IGN                   | 8,8/10                                                                        |
| Joystiq               | [ 94 ]                                                                        |
| OPM                   | 8/10                                                                          |
| OXM                   | 8/10                                                                          |
| Polygon               | 6,5/10                                                                        |
| VideoGamer            | 7/10                                                                          |
| Metro                 | 8/10                                                                          |
| Daily Mirror          | [ 100 ]                                                                       |
| Русскоязычные издания |                                                                               |
| Издание               | Оценка                                                                        |
| 3DNews                | 6/10                                                                          |
| Absolute Games        | 70 %                                                                          |
| Gametech              | 8/10                                                                          |
| «IGN Россия»          | 5/10                                                                          |
| PlayGround.ru         | 7,2/10                                                                        |
| Riot Pixels           | 57 %                                                                          |
| StopGame.ru           | «Проходняк»                                                                   |
| «Игромания»           | 5,5/10                                                                        |
| «Игры Mail.ru»        | 7,5/10                                                                        |
| «Канобу»              | 4,5/10                                                                        |

Call of Duty: Ghosts получила смешанные оценки игровых ресурсов. Игровой сайт Absolute Games поставил оценку в 70 %, отметив, что игра застыла на месте.

### Продажи
Activision ожидает от Call of Duty: Ghosts высоких показателей продаж, так как по словам руководителя издателя серия находится в своей лучшей форме за всё время своего существования: количество играющих людей только увеличивается, а продажи не спешат падать. Отдельно Activision заявила, что собирается получить обратно звание самого продаваемого проекта для развлечений, которое в октябре 2013 года у Call of Duty: Black Ops 2 отобрала игра GTA V.
Несмотря на посредственные оценки, полученные игрой при запуске, аналитики склонны считать, что продажи у игры будут хорошими, сама же Activision признала, что показатели продаж у Call of Duty: Ghosts при запуске ниже, чем у Call of Duty: Black Ops 2 на тот же момент времени при запуске. 6 ноября 2013 года издатель сообщает, в первый день продаж было отгружено в торговые сети копий игры на 1 млрд долларов США. Некоторые журналисты, следившие за выступлением Бобби Котика, решили, что речь идёт именно о продажах, а не о поставках, и эта новость попала как на Интернет ресурсы, так и на телевидение.
В середине декабря аналитики оценили показатели продаж игры Call of Duty: Ghosts как удовлетворительные, так как по цифрам игра проигрывает и Call of Duty: Black Ops 2, и Call of Duty: Modern Warfare 3.
Летом 2018 года, благодаря уязвимости в защите Steam Web API, стало известно, что точное количество пользователей сервиса Steam, которые играли в игру хотя бы один раз, составляет 1 424 741 человек.

### Факты
- Продюсер игры Call of Duty: Ghosts Марк Рубин заявил, что геймплей и формат игр серии Call of Duty сложно поменять, так как он уже сам по себе является чем-то вроде профессионального спорта, к правилам которого уже все привыкли[121], но в то же время студия признаёт, что основная масса игроков — любители[122]. Вопрос поддержки киберспорта со стороны infinity Ward напрямую зависит от заинтересованности в данном вопросе Activision[123];
- Национальная почта Англии назначила забастовку на 4 ноября 2013 года, что предшествует дню поступления игры Call of Duty: Ghosts в продажу на территории страны. Магазины ищут альтернативные пути доставки заказов игрокам, оформивших предзаказ на игру[124];
- В некоторых миссиях кампании есть пасхальные яйца, отсылающие к серии игр The Legend of Zelda и сериалу Доктор Кто[125];
- Сцена в начале игры повторяет финальную сцену из Call of Duty: Modern Warfare 2[126];
- Как и при запуске Call of Duty: Black Ops II[127][128] в благотворительных целях Activision продаёт военные жетоны с символикой Call of Duty: Ghosts. Собранные средства пойдут в фонд поддержки ветеранов войны, возвращающихся со службы к жизни в мирном обществе[129];
- В рекламном ролике Call of Duty: Ghosts снялась Меган Фокс[130]. А Snoop Dogg полностью озвучил одно из звуковых дополнений к многопользовательской игре Call of Duty: Ghosts[131].